# Berezove, Pokrovske
Berezove (în ucraineană Березове) este localitatea de reședință a comunei Berezove din raionul Pokrovske, regiunea Dnipropetrovsk, Ucraina.

## Demografie
Componența lingvistică a localității Berezove
     Ucraineană (97,26%)
     Rusă (2,56%)
     Alte limbi (0,17%)
Conform recensământului din 2001, majoritatea populației localității Berezove era vorbitoare de ucraineană (97,26%), existând în minoritate și vorbitori de rusă (2,56%).